# Campeonato Carioca de Futebol de 1982
O Campeonato Carioca de Futebol de 1982 foi a 85.ª edição da principal divisão do futebol no Rio de Janeiro. A disputa foi organizada pela Federação de Futebol do Estado do Rio de Janeiro (FERJ).
A média de público pagante do campeonato foi de 12.527.

## Taça Guanabara
| Classificação | Classificação | Classificação | Classificação | Classificação | Classificação | Classificação | Classificação | Classificação | Classificação | Classificação |
| Time          | Time          | PG            | J             | V             | E             | D             | GP            | GC            | SG            |               |
| ------------- | ------------- | ------------- | ------------- | ------------- | ------------- | ------------- | ------------- | ------------- | ------------- | ------------- |
| 1             | Flamengo      | 18            | 11            | 8             | 2             | 1             | 33            | 9             | +24           |               |
| 2             | Vasco da Gama | 18            | 11            | 8             | 2             | 1             | 20            | 6             | +14           |               |
| 3             | Bangu         | 13            | 11            | 4             | 5             | 2             | 12            | 8             | +4            |               |
| 4             | Volta Redonda | 13            | 11            | 5             | 3             | 3             | 13            | 12            | +1            |               |
| 5             | Fluminense    | 12            | 11            | 5             | 2             | 4             | 20            | 13            | +7            |               |
| 6             | America       | 12            | 11            | 3             | 6             | 2             | 17            | 11            | +6            |               |
| 7             | Botafogo      | 12            | 11            | 3             | 6             | 2             | 14            | 13            | +1            |               |
| 8             | Bonsucesso    | 10            | 11            | 4             | 2             | 5             | 13            | 13            | 0             |               |
| 9             | Americano     | 10            | 11            | 3             | 4             | 4             | 9             | 16            | -7            |               |
| 10            | Campo Grande  | 8             | 11            | 2             | 4             | 5             | 11            | 19            | -8            |               |
| 11            | Portuguesa-RJ | 3             | 11            | 1             | 1             | 9             | 5             | 26            | -21           |               |
| 12            | Madureira     | 3             | 11            | 0             | 3             | 8             | 2             | 23            | -11           |               |

### Partida desempate
Pelo regulamento, no caso de empate em pontuação, a Taça Guanabara seria decidida em partida-extra, ocorrida em 23 de setembro.
| 23 de setembro | Vasco da Gama | 0 – 1 | Flamengo   | Maracanã                                      |
| 21:15 (UTC-4)  |               |       | Adílio 90' | Público: 100 967 Árbitro: José Roberto Wright |

## Taça Rio
| Classificação | Classificação | Classificação | Classificação | Classificação | Classificação | Classificação | Classificação | Classificação | Classificação | Classificação |
| Time          | Time          | PG            | J             | V             | E             | D             | GP            | GC            | SG            |               |
| ------------- | ------------- | ------------- | ------------- | ------------- | ------------- | ------------- | ------------- | ------------- | ------------- | ------------- |
| 1             | America       | 18            | 11            | 8             | 2             | 1             | 26            | 9             | +17           |               |
| 2             | Botafogo      | 17            | 11            | 8             | 1             | 2             | 24            | 7             | +17           |               |
| 3             | Vasco da Gama | 16            | 11            | 7             | 2             | 2             | 20            | 15            | +5            |               |
| 4             | Campo Grande  | 15            | 11            | 6             | 3             | 2             | 19            | 10            | +9            |               |
| 5             | Fluminense    | 13            | 11            | 6             | 1             | 4             | 16            | 13            | +3            |               |
| 6             | Bonsucesso    | 12            | 11            | 3             | 6             | 2             | 9             | 7             | +2            |               |
| 7             | Flamengo      | 11            | 11            | 5             | 1             | 5             | 18            | 13            | +5            |               |
| 8             | Bangu         | 8             | 11            | 2             | 4             | 5             | 15            | 13            | +2            |               |
| 9             | Americano     | 8             | 11            | 3             | 2             | 6             | 11            | 15            | -4            |               |
| 10            | Volta Redonda | 6             | 11            | 1             | 4             | 6             | 15            | 20            | -5            |               |
| 11            | Portuguesa-RJ | 5             | 11            | 2             | 1             | 8             | 10            | 31            | -21           |               |
| 12            | Madureira     | 3             | 11            | 1             | 1             | 9             | 4             | 34            | -30           |               |

## Triangular final
Além dos campeões da Taça Guanabara (Flamengo), e Taça Rio (América), o Vasco também obteve o direito de participar do triangular como equipe de maior número de pontos no cômputo geral. Os confrontos foram decididos por sorteio.
Primeira partida
| 28 de novembro | America | 0 – 1 | Vasco da Gama | Maracanã                                     |
| 17:00 (UTC-4)  |         |       | Ivã 15'       | Público: 53 434 Árbitro: José Roberto Wright |

Segunda partida
| 1 de dezembro | Flamengo     | 1 – 0 | America | Maracanã                                   |
| 21:00 (UTC-4) | Wilsinho 78' |       |         | Público: 54 726 Árbitro: Luís Carlos Félix |

Terceira partida
| 5 de dezembro | Flamengo | 0 – 1 | Vasco da Gama       | Maracanã                                      |
| 17:00 (UTC-4) |          |       | Pedrinho Gaúcho 48' | Público: 113 271 Árbitro: José Roberto Wright |